# West of Scotland Championships 2011
Die West of Scotland Championships 2011 im Badminton fanden vom 22. bis zum 23. Oktober 2011 in Glasgow statt.

## Sieger und Platzierte
| Disziplin    | Gold                          | Silber                          | Bronze                             |
| ------------ | ----------------------------- | ------------------------------- | ---------------------------------- |
| Herreneinzel | Calum Menzies                 | Matthew Carder                  | Gordon Hoggan                      |
| Herreneinzel | Calum Menzies                 | Matthew Carder                  | Andrew Gilliland                   |
| Dameneinzel  | Viktoria Tsvetanova           | Fiona Archibald                 | Hannah Laing                       |
| Dameneinzel  | Viktoria Tsvetanova           | Fiona Archibald                 | Megan Richardson                   |
| Herrendoppel | Jamie Neill Keith Turnball    | Peter Hockey Duncan Leith       | Watson Briggs Stuart Gilliland     |
| Herrendoppel | Jamie Neill Keith Turnball    | Peter Hockey Duncan Leith       | Colin Hill Stewart Kerr            |
| Damendoppel  | Lindsay Campbell Victoria Wan | Hannah Laing Megan Richardson   | Kirsten Geals Kaity Hall           |
| Damendoppel  | Lindsay Campbell Victoria Wan | Hannah Laing Megan Richardson   | Frances Heslop Viktoria Tsvetanova |
| Mixed        | Peter Hockey Lindsay Campbell | Keith Turnball Megan Richardson | Lewis Gallacher Emma Gallacher     |
| Mixed        | Peter Hockey Lindsay Campbell | Keith Turnball Megan Richardson | Gordon Hoggan Victoria Wan         |